# تفسير فون نيومان-ويغنر
إن تفسير فون نيومان-ويغنر، الموصوف أيضًا بـ"تسبب الوعي في الانهيار"، هو تفسير من تفسيرات ميكانيكا الكم يُفترض فيه أن الوعي ضروري لاستكمال عملية القياس الكمي.